# Адальберг, Самуэль
Самуэль Адальберг (пол. Samuel Adalberg, 1868, Варшава — 10 ноября 1939, Варшава, Генерал-губернаторство) — польский историк фольклора, литературы, паремиолог и государственный чиновник. Его помнят как редактора и издателя первой современной книги польских пословиц.

## Биография
Родился в Варшаве в 1868 году, в 1878–1888 годах посещал Реальную школу Самуэля Дикштейна. В то время он подружился с Самуэлем Авраамом Познанским. Его нанял Игнаций Бернштейн, предприниматель, филантроп и паремиолог, для организации своей библиотеки. В это время он перевёл и анонимно опубликовал два сборника идишских пословиц (в 1888 и 1890 годах), а также опубликовал под своим именем книгу о польских пословицах Księga przysłów polskich (Книга польских пословиц; 1889–1894), названную «первая современная работа на эту тему на польском языке» и «самая обширная коллекция, когда-либо созданная в этой области». Он также участвовал в выпуске аннотированных изданий старых польских литературных произведений, изданных Польской академией искусств и наук. С 1898 года он был членом Комиссии по филологии Польской академии искусств и наук в знак признания его работы по изучению пословиц. Он также был связан с Обществом для распространения просвещения между евреями в России (поскольку в то время восточная Польша, где он жил, была частью России после раздела Польши). 
Не имея возможности поддерживать себя только академическими интересами, на рубеже веков он также работал в банке Ипполита Вавельберга. Позже он стал сотрудничать с Фондом Ипполита Вавельберга и Обществом просвещения евреев (пол. Towarzystwo Szerzenia Oświaty Wśród Żydów).
После окончания Первой мировой войны и восстановления независимости Польши во Второй Польской республике он присоединился к Польскому Совету Регентства и стал его высшим должностным лицом по еврейским делам. Позже, до 1930 года, он работал на различных должностях в отделе по делам евреев Министерства религий и народного образования Польши, в конечном итоге став его директором. Он занимался такими вопросами, как правовой статус еврейских религиозных общин. Он также участвовал в создании Государственной школы учителей еврейской веры (Państwowe Seminarium dla Naucycieli Religii Mojżeszowej w Warszawie), Института иудаики и Центральной иудейской библиотеки в Варшаве. Во время своего пребывания в правительстве он подвергался критике со стороны активистов «Агудат Исраэль», которые обвиняли его в поддержке сионистов. После выхода на пенсию он был варшавским представителем Gesellschaft für die Wissenschaft des Judentums (Общества иудаики).
После вторжения Германии в Польшу в сентябре 1939 года и узнав о планах Германии по созданию Варшавского гетто, он покончил жизнь самоубийством 10 ноября. 
Польский историк литературы Юлиан Кшижановский назвал его «пионером современного изучения польской паремиологии».